# Carl Yngve Sahlin
Carl Yngve Sahlin, född den 4 mars 1824 i Fröskogs socken i Älvsborgs län, död den 29 maj 1917 i Stockholm. var en svensk filosof. Han var far till generaldirektör Mauritz Reinhold Sahlin och farfars farfar till tidigare prorektorn för Uppsala universitet, professor Kerstin Sahlin.

## Biografi
Sahlin började studera i Uppsala 1841, promoverades där 1851 till filosofie magister. Han förordnades till docent i teoretisk filosofi 1853 och utnämndes till adjunkt i teoretisk och praktisk filosofi vid Lunds universitet 1856, samt förestod (som tillförordnad) professuren i teoretisk filosofi 1859–1862. Sistnämnda år befordrades Sahlin till ordinarie professor i samma ämne i Lund. 1864 lämnade han Lund såsom utnämnd professor i praktisk filosofi vid Uppsala universitet, en lärostol han beklädde till 1894, då han bosatte sig i Stockholm. 1873–1874 var Sahlin ledamot i kommittén för utarbetande av förslag till ändringar i vissa delar av universitetens statuter och 1888–1889 ordförande i kommittén angående undervisningsexamen och studieväsendet inom filosofiska fakulteterna.
I sin ungdom, närmare bestämt i ett par omgångar på 1850-talet, var Sahlin uppsalastudenternas ordförande. Han har senare intagit en ledande ställning bland de akademiska lärarna och var universitetets i Uppsala rektor 1876–1889, varunder bland andra för universitetet det nya universitetshuset tillkom. Sahlin var inspektor vid Kalmar nation vid Lunds universitet 1862–1864.
Sahlin var en av Christopher Jacob Boströms lärjungar och den förnämsta utvecklaren av dennes system. "Hans skrifter är hållna i en något hård vetenskaplig stil och utmärker sig för stor logisk skärpa i distinktionerna, med strängt fasthållande av de i varje fall använda synpunkterna."
Sahlin var ledamot av Kungliga Vetenskapsakademien (1901) och Kungliga Humanistiska Vetenskapssamfundet i Uppsala (1889), hedersledamot av Vetenskapssocieteten i Uppsala (1886) och 1893 juris hedersdoktor. Vid 1883 års kyrkomöte var Sahlin lekmannaombud för Karlstads stift.

## Utmärkelser
- Kommendör med stora korset av Nordstjärneorden, 1 december 1893.[10]
- Riddare med briljanter av Nordstjärneorden,[10] 1877.
- Kommendör av första klassen av Norska Sankt Olavs orden, senast 1915.[10]
- Kommendör av första klassen av Sachsen-Weimarska Vita falkens orden, senast 1915.[10]